# 강승구 (야구 선수)
강승구(2003년 10월 19일 ~ )는 KBO 리그 롯데 자이언츠의 포수이다.

## 롯데 자이언츠시절
2024년에 입단하였다. 2024년 9월 25일 KIA 타이거즈와의 경기에 출전하며 데뷔 첫 경기를 치렀고, 경기에서 이정훈 대주자로 기록하였다.

## 출신 학교
- 인천동막초등학교
- 상인천중학교
- 제물포고등학교
- 강릉영동대학교